# Overslag (Zélande)
Pour les articles homonymes, voir Overslag.
Overslag est un village appartenant à la commune néerlandaise de Terneuzen, situé dans la province de la Zélande, en Flandre zélandaise. En 2009, le village comptait 255 habitants.

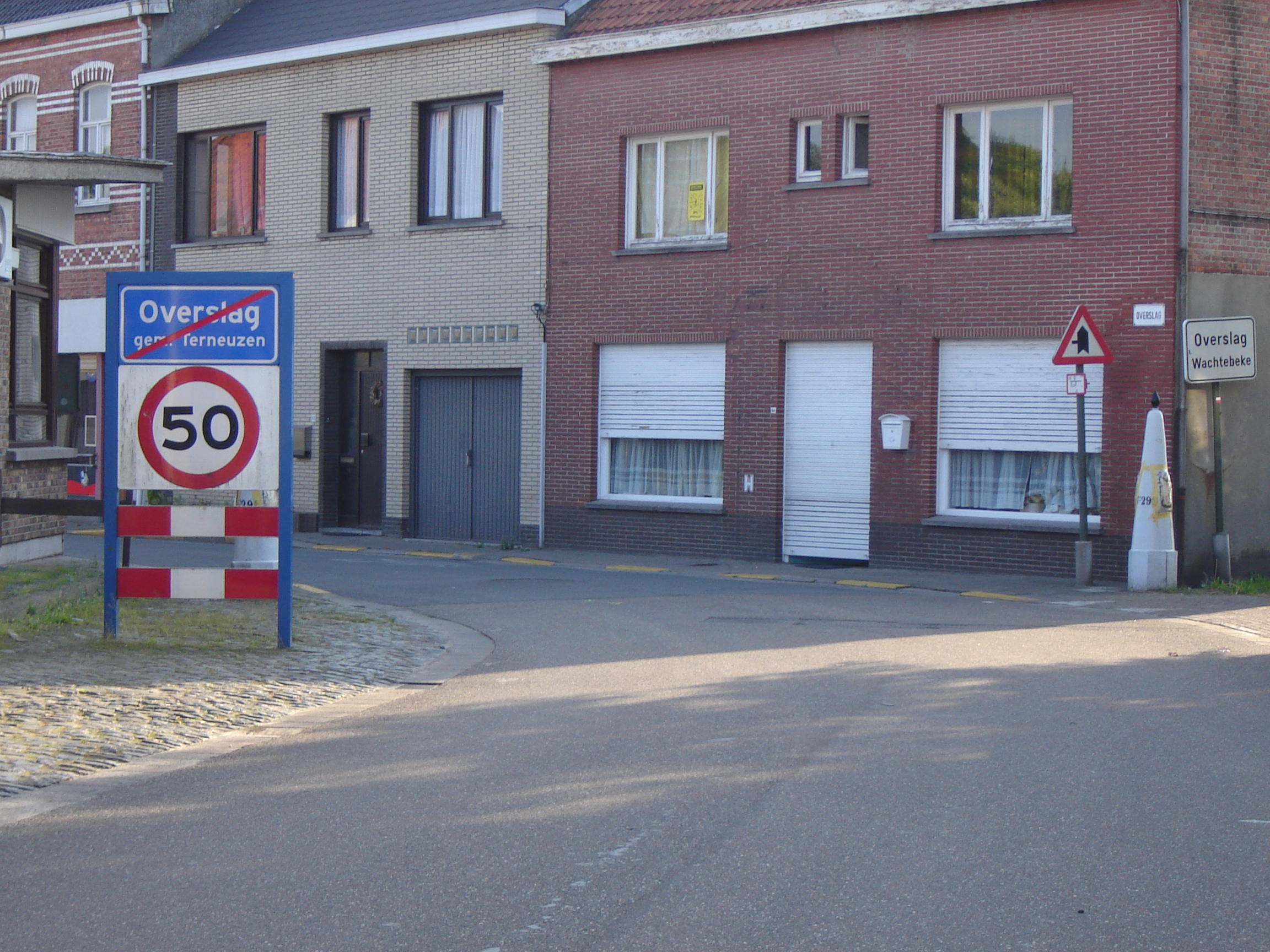
La frontière

Overslag forme une seule agglomération avec le village d'Overslag, de la commune de Wachtebeke. La frontière traverse le village.
Overslag a été une commune indépendante jusqu'au 1er avril 1970. À cette date, la commune a été rattachée à celle de Axel.